# Ernst Bumm

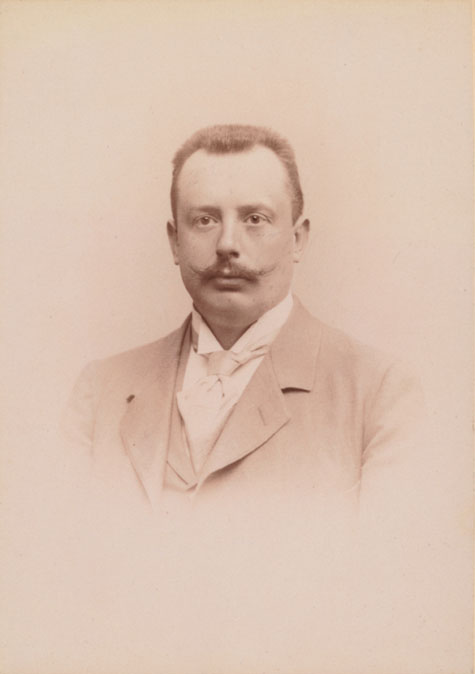
Ernst Bumm, omkring 1894

Ernst Bumm, född 15 april 1858 och död 2 januari 1925, var en tysk gynekolog.
Bumm blev professor i obstetrik och gynekologi i Basel 1894, i Halle 1900 och i Berlin 1904. Bumm var en av sin tids främsta gynekologer och har framhållits som en skicklig operatör och kliniker, framstående forskare och läroboksförfattare, som för övrigt själv illustrerade sina läroböcker med konstnärligt värdefulla teckningar.
Han lär dessutom ha varit mycket charmerande som person, och därigenom dragit många lärjungar till sina kurser och patienter till sin klinik.